# 烟肼酰胺
烟肼酰胺（商品名有Niamid、Niamide、Nuredal、Surgex等）是一种含氮有机化合物，化学式C16H18N4O2，是一种可逆的，非选择性的聯氨类单胺氧化酶抑制剂，能用于抗抑郁药，由輝瑞公司开发，后因肝毒性问题撤回。